# Nordamerikanska mästerskapet i volleyboll för damer 2003
Nordamerikanska mästerskapet 2003 i volleyboll för damer hölls 13 till 18 september 2003 i Santo Domingo, Dominikanska republiken. Det var den 18:e upplagan av turneringen och 7 landslag från NORCECA:s medlemsförbund deltog. USA vann tävlingen för 4:e gången genom att besegra Kuba i finalen. Yumilka Ruiz utsågs till mest värdefulla spelare.

## Deltagande lag
| Lag                     | Deltog senast                |
| ----------------------- | ---------------------------- |
| Kanada                  | Mexico 1999                  |
| Costa Rica              | Dominikanska republiken 2001 |
| Kuba                    | Dominikanska republiken 2001 |
| Puerto Rico             | Mexico 1999                  |
| Dominikanska republiken | Dominikanska republiken 2001 |
| USA                     | Dominikanska republiken 2001 |
| Trinidad och Tobago     | Puerto Rico 1997             |

## Grupper
| Grupp A                                                              | Grupp B                 |
| -------------------------------------------------------------------- | ----------------------- |
| Kanada · Puerto Rico · Dominikanska republiken · Trinidad och Tobago | Kuba · Costa Rica · USA |

## Första rundan

### Grupp A

#### Resultat
| Datum    | Mellan                                        | Resultat | Set   | Set   | Set   | Set   | Set  | Poäng totalt | Speltid | Åskådare |
| Datum    | Mellan                                        | Resultat | 1     | 2     | 3     | 4     | 5    | Poäng totalt | Speltid | Åskådare |
| -------- | --------------------------------------------- | -------- | ----- | ----- | ----- | ----- | ---- | ------------ | ------- | -------- |
| 13-09-03 | Kanada - Trinidad och Tobago                  | 3 - 0    | 25:12 | 25:9  | 25:10 |       |      | 75 - 31      | -       | -        |
| 13-09-03 | Dominikanska republiken - Puerto Rico         | 3 - 0    | 25:23 | 25:16 | 25:16 |       |      | 75 - 55      | -       | -        |
| 14-09-03 | Puerto Rico - Trinidad och Tobago             | 3 - 0    | 25:15 | 25:14 | 25:21 |       |      | 75 - 50      | -       | -        |
| 14-09-03 | Dominikanska republiken - Kanada              | 3 - 2    | 22:25 | 25:20 | 25:21 | 21:25 | 15:8 | 108 - 99     | -       | -        |
| 15-09-03 | Dominikanska republiken - Trinidad och Tobago | 3 - 0    | 25:12 | 25:8  | 25:14 |       |      | 75 - 34      | -       | -        |
| 15-09-03 | Kanada - Puerto Rico                          | 3 - 1    | 19:25 | 25:20 | 25:10 | 25:17 |      | 94 - 72      | -       | -        |

#### Sluttabell
| Pos | Landslag                | Poäng | Matcher | Matcher | Matcher   | Set   | Set       | Kvot  | Poäng | Poäng     | Kvot  |
| Pos | Landslag                | Poäng | Spelade | Vunna   | Förlorade | Vunna | Förlorade | Kvot  | Vunna | Förlorade | Kvot  |
| --- | ----------------------- | ----- | ------- | ------- | --------- | ----- | --------- | ----- | ----- | --------- | ----- |
| 1   | Dominikanska republiken | 6     | 3       | 3       | 0         | 9     | 2         | 4.500 | 258   | 188       | 1.372 |
| 2   | Kanada                  | 5     | 3       | 2       | 1         | 8     | 4         | 2.000 | 268   | 211       | 1.270 |
| 3   | Puerto Rico             | 4     | 3       | 1       | 2         | 4     | 6         | 0.666 | 202   | 219       | 0.922 |
| 4   | Trinidad och Tobago     | 3     | 3       | 0       | 3         | 0     | 9         | 0.000 | 115   | 225       | 0.511 |

      Kvalificerade för semifinal.
      Kvalificerade för kvartsfinal.

### Grupp B

#### Resultat
| Datum    | Mellan            | Resultat | Set   | Set   | Set   | Set   | Set   | Poäng totalt | Speltid | Åskådare |
| Datum    | Mellan            | Resultat | 1     | 2     | 3     | 4     | 5     | Poäng totalt | Speltid | Åskådare |
| -------- | ----------------- | -------- | ----- | ----- | ----- | ----- | ----- | ------------ | ------- | -------- |
| 13-09-03 | Kuba - Costa Rica | 3 - 0    | 25:14 | 25:11 | 25:13 |       |       | 75 - 38      | -       | -        |
| 14-09-03 | USA - Costa Rica  | 3 - 0    | 25:11 | 25:11 | 25:19 |       |       | 75 - 41      | -       | -        |
| 15-09-03 | USA - Kuba        | 3 - 2    | 20:25 | 25:20 | 25:20 | 18:25 | 15:13 | 103 - 103    | -       | -        |

#### Sluttabell
| Pos | Landslag   | Poäng | Matcher | Matcher | Matcher   | Set   | Set       | Kvot  | Poäng | Poäng     | Kvot  |
| Pos | Landslag   | Poäng | Spelade | Vunna   | Förlorade | Vunna | Förlorade | Kvot  | Vunna | Förlorade | Kvot  |
| --- | ---------- | ----- | ------- | ------- | --------- | ----- | --------- | ----- | ----- | --------- | ----- |
| 1   | USA        | 4     | 2       | 2       | 0         | 6     | 2         | 3.000 | 178   | 144       | 1.236 |
| 2   | Kuba       | 3     | 2       | 1       | 1         | 5     | 3         | 1.666 | 178   | 141       | 1.262 |
| 3   | Costa Rica | 2     | 2       | 0       | 2         | 0     | 6         | 0.000 | 79    | 150       | 0.526 |

      Kvalificerade för semifinal.
      Kvalificerade för kvartsfinal.

## Slutspelsfasen

### Spelschema
|  | Kvartsfinaler | Kvartsfinaler | Kvartsfinaler           |                         |      | Semifinaler | Semifinaler         | Semifinaler         |                         |                         | Final | Final | Final |  |
|  |               |               |                         |                         |      |             |                     |                     |                         |                         |       |       |       |  |
|  | Kuba          | Kuba          | 3                       |                         |      |             |                     |                     |                         |                         |       |       |       |  |
|  | Kuba          | Kuba          | 3                       |                         |      |             |                     |                     |                         |                         |       |       |       |  |
|  | Puerto Rico   | Puerto Rico   | 0                       |                         |      |             |                     |                     |                         |                         |       |       |       |  |
|  | Puerto Rico   | Puerto Rico   | 0                       |                         | Kuba | Kuba        | 3                   |                     |                         |                         |       |       |       |  |
|  |               |               |                         |                         | Kuba | Kuba        | 3                   |                     |                         |                         |       |       |       |  |
|  |               |               | Dominikanska republiken | Dominikanska republiken | 2    |             |                     |                     |                         |                         |       |       |       |  |
|  |               |               |                         | Dominikanska republiken | 2    |             |                     |                     |                         |                         |       |       |       |  |
|  |               |               |                         |                         |      |             |                     |                     |                         |                         |       |       |       |  |
|  |               |               |                         |                         |      |             |                     |                     |                         |                         |       |       |       |  |
|  |               | USA           | USA                     | 3                       |      |             |                     |                     |                         |                         |       |       |       |  |
|  |               |               |                         |                         |      |             |                     |                     |                         |                         |       |       |       |  |
|  |               |               | Kuba                    | Kuba                    | 0    |             |                     |                     |                         |                         |       |       |       |  |
|  |               |               |                         | Kuba                    | 0    |             |                     |                     |                         |                         |       |       |       |  |
|  |               |               |                         |                         |      |             |                     |                     |                         |                         |       |       |       |  |
|  |               |               |                         |                         |      |             |                     |                     |                         |                         |       |       |       |  |
|  |               | USA           | USA                     | 3                       |      |             | Match om tredjepris | Match om tredjepris | Match om tredjepris     |                         |       |       |       |  |
|  |               |               |                         | 3                       |      |             |                     |                     |                         |                         |       |       |       |  |
|  |               |               | Kanada                  | Kanada                  | 0    |             |                     |                     |                         |                         |       |       |       |  |
|  | Kanada        | Kanada        | Kanada                  | Kanada                  | 0    | 3           |                     |                     | Dominikanska republiken | Dominikanska republiken | 3     |       |       |  |
|  | Kanada        | Kanada        |                         |                         |      |             |                     |                     | Dominikanska republiken | Dominikanska republiken | 3     |       |       |  |
|  | Costa Rica    | Costa Rica    | 0                       |                         |      | Kanada      | Kanada              | 0                   |                         |                         |       |       |       |  |

#### Resultat
| Datum    | Mellan                           | Resultat | Set   | Set   | Set   | Set   | Set   | Poäng totalt | Speltid | Åskådare |
| Datum    | Mellan                           | Resultat | 1     | 2     | 3     | 4     | 5     | Poäng totalt | Speltid | Åskådare |
| -------- | -------------------------------- | -------- | ----- | ----- | ----- | ----- | ----- | ------------ | ------- | -------- |
| 16-09-03 | Kuba - Puerto Rico               | 3 - 0    | 25:6  | 25:15 | 25:14 |       |       | 75 - 35      | -       | -        |
| 16-09-03 | Kanada - Costa Rica              | 3 - 0    | 25:18 | 25:8  | 25:15 |       |       | 75 - 41      | -       | -        |
| 17-09-03 | Kuba - Dominikanska republiken   | 3 - 2    | 25:23 | 25:22 | 20:25 | 20:25 | 15:11 | 105 - 106    | -       | -        |
| 17-09-03 | USA - Kanada                     | 3 - 0    | 25:16 | 25:19 | 25:16 |       |       | 75 - 51      | -       | -        |
| 18-09-03 | Dominikanska republiken - Kanada | 3 - 0    | 25:22 | 25:19 | 25:21 |       |       | 75 - 62      | -       | -        |
| 18-09-03 | USA - Kuba                       | 3 - 0    | 25:22 | 25:17 | 30:28 |       |       | 80 - 67      | -       | -        |

### Match om femteplats

#### Resultat
| Datum    | Mellan                   | Resultat | Set   | Set   | Set   | Set   | Set   | Poäng totalt | Speltid | Åskådare |
| Datum    | Mellan                   | Resultat | 1     | 2     | 3     | 4     | 5     | Poäng totalt | Speltid | Åskådare |
| -------- | ------------------------ | -------- | ----- | ----- | ----- | ----- | ----- | ------------ | ------- | -------- |
| 17-09-03 | Puerto Rico - Costa Rica | 3 - 2    | 25:19 | 20:25 | 25:20 | 19:25 | 15:13 | 104 - 102    | -       | -        |

## Slutplaceringar
| Sluttabell | Lag                     |
| ---------- | ----------------------- |
|            | USA                     |
|            | Kuba                    |
|            | Dominikanska republiken |
| 4          | Kanada                  |
| 5          | Puerto Rico             |
| 6          | Costa Rica              |
| 7          | Trinidad och Tobago     |

## Individuella utmärkelser
| Utmärkelse              | Namn             | Lag                     |
| ----------------------- | ---------------- | ----------------------- |
| Mest värdefulla spelare | Yumilka Ruiz     | Kuba                    |
| Bästa anfallare         | Prikeba Phipps   | USA                     |
| Bästa blockare          | Annerys Vargas   | Dominikanska republiken |
| Bästa servare           | Zoila Barros     | Kuba                    |
| Bästa passare           | Robyn Ah Mow     | USA                     |
| Bästa mottagare         | Cosiri Rodríguez | Dominikanska republiken |
| Bästa försvarare        | Amy Tutt         | Kanada                  |
| Bästa libero            | Annie Levesque   | Kanada                  |